# المثلث الذهبي (جنوب شرق آسيا)

خريطة مناطق إنتاج وتهريب الهروين عالميا

يضم هذا المثلث من الأرض : شمال شرقي بورما (ولاية شان) , وشمال تايلند و الشمال الغربي من لاوس , وسكان هذه المنطقة المثلثة يزرعون الأفيون بكثرة , و يعتبر هذا المحصول قيماً جداً بالنسبة لهم , لأنهم يستخرجون منه المورفين و الهروين , وقد بدأت عمليات مكافحة شديدة من قبل إدارة مكافحة المخدرات العالمية لهذا المثلث , ولكنهم لم يستطيعوا الحد من هذه المشكلة إلا بنسبة قليلة جداّ فقط من نسبة تجارة المخدرات في هذا الموقع.